# Saarru
Saarru, före 2017 benämnd Alareak Island, är en ö i Kanada.   Den ligger i territoriet Nunavut, i den östra delen av landet, 2 100 km norr om huvudstaden Ottawa.